# Le Prisonnier (film, 2008)
Pour plus de détails, voir Fiche technique et Distribution.
Le Prisonnier (Пленный, Plenny) est un film russe réalisé par Alekseï Outchitel, sorti en 2008.
Il est adapté du roman Le Prisonnier du Caucase  de Vladimir Makanine.

## Fiche technique
- Titre original : Plenny
- Titre français : Le Prisonnier
- Réalisation : Alekseï Outchitel
- Scénario : Timofei Dekine et Vladimir Makanine
- Photographie : Youri Klimenko
- Montage : Elena Andreeva et Gleb Nikulskiy
- Musique : Leonid Desyatnikov
- Pays d'origine : Russie
- Format : Couleurs - 35 mm
- Genre : action, drame
- Durée : 80 minutes
- Date de sortie : 2008

## Distribution
- Vyacheslav Krikunov : Rubahin
- Pyotr Logachev : Vovka
- Irakli Mskhalaia : Youth
- Ioulia Peressild : Nastia
- Sergey Umanov : Savkin
- Andrey Feskov : Boyarkov
- Tagir Rakhimov : Gurov
- Dagun Omaev : Alibekov